# Саркисян, Мариам
Мариам Саркисян (фр. Mariam Sarkissian; род. 25 августа 1979, Москва) — французская оперная и камерная певица (меццо-сопрано), педагог. Специализируется на редкой камерной вокальной музыке. Является создателем авторской методики преподавания вокальной техники.

## Биография
Училась в Ереванской специализированной музыкальной школе имени П. И. Чайковского при Ереванской консерватории (специализация: флейта) и Московском институте музыки имени Шнитке (флейта). Окончила московскую школу № 1231 имени В. Д. Поленова. С 1996 года живёт в Париже.
Начала заниматься вокалом с З. А. Долухановой в Москве, затем окончила в Париже Schola Cantorum (класс Анны Марии Бонди) и Нормальную школу музыки (класс Даниэля Оттвара). Лауреат международных конкурсов.
С 2014 года, исполняет и записывает малоизвестную и незаслуженно забытую вокальную камерную музыку. В её исполнении впервые были изданы вокальные циклы Цезаяря Кюи на стихи французских поэтов, циклы Тиграна Мансуряна на стихи Федерико Гарсиа Лорки и армянских поэтов, романсы Юрия Шапорина на стихи Александра Блока, а также камерная вокальная музыка Жака Оффенбаха. Дискографические инициативы Саркисян, её музыкальность, дикцию, знание стилей и красоту голоса высоко оценивают представители международной специализированной прессы.
Удостоена премия "Золотой Орфей" Французской Академии Звукозаписи (2015).
В 2018 году в Париже выходит книга Je pense, donc je chante (рус. Я думаю, следовательно, я пою), описывающая методику Саркисян и её работу с оперными певцами.
Преподаёт пение и вокальную технику певцам и ораторам в частной парижской школе Atelier Sarkissian (рус. Мастерская Саркисян) и на официальном сайте Methode Sarkissian (рус. Методика Саркисян). В 2019 году, преподаёт в Школе Почётного Легиона в Сен-Дени. Также обучает своей методике других преподавателей пения, проводит оперные мастер-классы.
С 2021 года, вокальную технику по методике Саркисян преподаёт в Лилльской государственной консерватории сопрано Ирен Канделье.
С 2022 года, вокальную технику по методике Саркисян преподаёт актёрам в Лилльской Высшей школе театра Матье Жедразак.

## Дискография
- Mélodies. Жак Оффенбах. Фанни Круэ, сопрано. Даниэль Проппер, ф-но. Предисловие: Ален Дюо[12]. CD Brilliant Classics (2018). EAN 5028421956411

- Tigran Mansourian. Songs and instrumental music. Московский Камерный Оркестр «Musica Viva», дир. Алексанр Рудин. Предисловие: Левон Акопян[13]. CD Brilliant Classics (2017). EAN 5028421954899

- Armenian composers. Вокальные циклы Романоса Меликяна и Тиграна Мансуряна. Фортепианная музыка Артура Аванесова. CD Brilliant Classics (2015). EAN 5028421952444

- Tristesse des choses. Французские вокальные циклы Цезаря Кюи и П. И. Чайковского. Артур Аванесов, ф-но. Предисловие: Мариам Саркисян[14]. CD Suoni e Colori (2015). EAN 3516162536426

- Jardin intime. Лео Делиб. Дуэт с Фанни Круэ, сопрано. Артур Аванесов, ф-но. CD Suoni e Colori (2015). EAN 3516162536129

- Jeunesse lointaine. Романсы Ю. А. Шапорина и Г. В. Свиридова на стихи Александра Блока. CD Suoni e Colori (2014) - EAN 3516162535825

- Two serenatas for the Dublin court. Иоганн Зигизмунд Куссер. Aura Musicale baroque orchestra, дир. Balázs Máté. Hungaroton Classic (2011). EAN 5991813263322

## Книги
- Je pense, donc je chante, ou La Louange du belcanto cognitif (рус. Я думаю, следовательно, я пою, или Похвальное слово когнитивному бельканто). Kirk Publishing, Paris (2018) - EAN 9782905686909